# Mala Radohoșci, Izeaslav
Mala Radohoșci (în ucraineană Мала Радогощ) este un sat în comuna Meakotî din raionul Izeaslav, regiunea Hmelnîțkîi, Ucraina.

## Demografie
Componența lingvistică a localității Mala Radohoșci
     Ucraineană (99,19%)
     Alte limbi (0,81%)
Conform recensământului din 2001, majoritatea populației localității Mala Radohoșci era vorbitoare de ucraineană (99,19%), existând în minoritate și vorbitori de alte limbi.